# Life in Pieces
Life in Pieces es una serie de televisión estadounidense creada por Justin Adler y transmitida por la cadena CBS desde el 21 de septiembre de 2015. La serie fue recogido por una temporada completa de 22 episodios en el 27 de octubre de 2015. En el 11 de mayo de 2016, CBS renovó la serie para una segunda temporada, la cual se estrenó el 27 de octubre de 2016.
El 23 de marzo de 2017, CBS renovó la serie para una tercera temporada que fue estrenada el 2 de noviembre de 2017. El 12 de mayo de 2018, CBS renovó la serie para una cuarta temporada. El 10 de mayo de 2019 la serie fue cancelada después de cuatro temporadas.

## Argumento
La serie narra la vida de tres generaciones de la familia Short contada desde el punto de vista de cada personaje basado en su propia versión de los hechos. Cada episodio se cuenta como cuatro historias cortas, una para cada rama del clan Short, con algunas conexiones relacionadas con los eventos de los personajes.

## Elenco

### Principales
- Colin Hanks como Greg Short:[9]

Esposo de Jen Short; hijo menor de John y Joan Short; hermano menor de Matt Short y Heather (Short) Hughes; padre de Lark Short; trabajó para un sitio web de financiación de multitudes hasta que dejó su trabajo en "Crytunes Divorce Tablet Ring".
- Betsy Brandt como Heather (Short) Hughes:[9]

Wife of Dr. Tim Hughes; Esposa del Dr. Tim Hughes; hijo mayor y única hija de John y Joan Short; hermana mayor de Matt y Greg Short; madre de Tyler, Samantha y Sophia Hughes.
- Thomas Sadoski como Matthew "Matt" Short:[9]

Recientemente divorciado; hijo del medio de John y Joan Short; hermano de Heather y Greg Short; sale con Colleen Brandon Ortega hasta el final de "Hair Recital Rainbow Mom". Él y Colleen volvieron a estar juntos en "Cinderella Fantasy Prom Dougie". Se comprometieron en la segunda mitad del final de la temporada 2, "Crytunes Divorce Tablet Ring".
- Zoe Lister-Jones como Jennifer "Jen" Collins Short:[9]

Una abogada; madre de Lark; esposa de Greg Short. Ella anunció que está embarazada de su segundo hijo en el final de la temporada 1, "Crytunes Divorce Tablet Ring"; sin embargo, más tarde se reveló que tuvo un aborto involuntario en el estreno de la temporada 2, "Annulled Roommate Pill Shower".
- Dan Bakkedahl como el Dr. Timothy "Tim" Hughes, M.D.:[9]

Un doctor de ENT; esposo de Heather (Short) Hughes; padre de Tyler, Samantha y Sophia Hughes
- Angelique Cabral como Colleen Brandon Ortega:[9]

Nieta de Tonita; posee un perrito masculino nombrado "Princesa"; sale con Matt Short hasta el final de "Hair Recital Rainbow Mom". Ella y Matt volvieron en "Cinderella Fantasy Prom Dougie". Se comprometieron en "Crytunes Divorce Tablet Ring".
- Niall Cunningham como Tyler Hughes:[9]

Hijo mayor y único hijo de Tim y Heather Hughes; hermano de Samantha y Sophia Hughes; sale con Clementine de "Babe Secret Phone Germs" hasta que se casaron antes de "Crytunes Divorce Tablet Ring"
- Holly Barrett como Samantha "Sam" Hughes:[9]

Hija del medio e hija mayor de Tim y Heather Hughes; hermana de Tyler y Sophia Hughes
- Giselle Eisenberg como Sophia Hughes:[9]

Hijo más pequeña e hija menor de Tim y Heather Hughes; hermana de Tyler y Samantha Hughes
- James Brolin como John Bertram Short:[9]

Piloto de línea aérea jubilado; pareja de Joan (Pirkle) Short; padre de Heather (Short) Hughes, Matt Short, y Greg Short; posee una Yorkie femenina llamada Tank desde "Sexting Mall Lemonade Heartbreak".
- Dianne Wiest como la Dra. Joan (Pirkle) Short:[9]

Pareja de John Short; terapeuta; hija de GiGi Pirkle; madre de Heather (Short) Hughes, Matt Short, y Greg Short. Ella y John aún están juntos pero, en "Crytunes Divorce Tablet Ring", confesaron a sus hijos que se divorciaron en 1980 en protesta cuando sus mejores amigas, una pareja de lesbianas, no pudieron casarse.
- Hunter King como Clementine Hughes: (recurr. temp. 1, princ. temps. 2–)[10]

Hija de Mary-Lynn; sobrina de Spencer (su "tío-papá"); salió con Tyler Hughes de "Babe Secret Phone Germs" hasta que se casaron antes de "Crytunes Divorce Tablet Ring".

### Recurrentes
- Ann Guilbert como GiGi Pirkle.
- Jordan Peele como Chad.
- Hunter King como Clementine.
- Martin Mull como Gary Timpkins.
- Susan Park como Dr. Sally Hong
- Tonita Castro como Tonita.
- Bella Shepard como Lexie.
- Ashley Wolff como Jenna.
- Andrew McKeough como Jayden.
- Martin Starr como Oscar.
- Stephnie Weir como Bernadette.
- Rhys Darby como Teddy.
- Megan Mullally como Mary-Lynn.
- Nick Offerman como Spencer.
- Josh Groban como Ian.
- Russell Peters como el Dr. Tak Oh, M.D.
- Wayne Federman como Dr. Saul Antro
- Angela Malhotra como la enfermera Silvie.
- Cary Elwes como la Profesora Sinclair Wilde.
- Anne Stedman como Sangria.

## Episodios
| Temporada | Temporada | Episodios | Episodios | Emisión original         | Emisión original    | Puesto | Audiencia promedio (millones) |
| Temporada | Temporada | Episodios | Episodios | Primera emisión          | Última emisión      | Puesto | Audiencia promedio (millones) |
| --------- | --------- | --------- | --------- | ------------------------ | ------------------- | ------ | ----------------------------- |
|           | 1         | 22        | 22        | 21 de septiembre de 2015 | 31 de enero de 2016 | 30     | 10,53                         |
|           | 2         | 22        | 22        | 27 de octubre de 2016    | 11 de mayo de 2017  | 40     | 8,15                          |
|           | 3         | 22        | 22        | 2 de noviembre de 2017   | 17 de mayo de 2018  | 44     | 8,27                          |
|           | 4         | 13        | 13        | 18 de abril de 2019      | 27 de junio de 2019 | —      | —                             |

## Producción

### Casting
Los papeles principales han sido asignados en este orden: Colin Hanks, Betsy Brandt, Dianne Wiest, Zoe Lister-Jones, Thomas Sadoski, Angelique Cabral, James Brolin y Dan Bakkedahl.
Entre los invitados en este orden: Ken Marino, Jordan Peele, Alex Borstein, Martin Mull, Brenda Song, Greg Grunberg, Josh Groban y Kat Von D, J.B. Smoove y Martin Starr.
El 3 de junio de 2016, Hunter King que interpreta a Clementine fue promovida al reparto principal en la segunda temporada.
El 5 de agosto de 2016, se anunció que Megan Mullally y Nick Offerman serán invitados durante la segunda temporada en los papeles de Mary-Lynn y Spencer.

## Recepción
Rotten Tomatoes reportó un porcentaje de aprobación mixta de 63 % de 6.6/10 basado en 38 comentarios consensúa que "El reparto fuerte de Life in Pieces ofrece historias graciosas y poco convencionales aunque no siempre se puedan relacionar". En Metacritic, la serie mantiene un porcentaje de 64 sobre 100 basado en 24 comentarios, indicando "críticas generalmente favorables".

### Índices de audiencia
| Temporada | Horario de emisión (ET)                                             | Episodios | Estreno                  | Estreno                         | Final               | Final                         | Año       | Ranking | Audiencia total (en millones) |
| Temporada | Horario de emisión (ET)                                             | Episodios | Fecha                    | Audiencia estreno (en millones) | Fecha               | Audiencia final (en millones) | Año       | Ranking | Audiencia total (en millones) |
| --------- | ------------------------------------------------------------------- | --------- | ------------------------ | ------------------------------- | ------------------- | ----------------------------- | --------- | ------- | ----------------------------- |
| 1         | Lunes 8:30 p. m. (episodios 1-5) Jueves 8:30 p. m. (episodios 6-22) | 22        | 21 de septiembre de 2015 | 11.28                           | 31 de marzo de 2016 | 7.23                          | 2015–2016 | #30     | 10.53                         |
| 2         | Jueves 9:30 p. m.                                                   | 22        | 27 de octubre de 2016    | 5.96                            | 11 de mayo de 2017  | 5.97                          | 2016–17   | #40     | 8.15                          |
| 3         | Jueves 9:30 p. m.                                                   | 22        | 2 de noviembre de 2017   | 6.67                            | 17 de mayo de 2018  | 4.95                          | 2017–18   | #44     | 8.27                          |